# Campeonato Mundial de Handebol Masculino de 1967
O Campeonato Mundial de Handebol Masculino de 1967 foi a sexta edição do Campeonato Mundial de Handebol. Foi disputado na Suécia.

## Classificação Final
1. Tchecoslováquia
2. Dinamarca
3. Roménia
4. União Soviética
5. Suécia
6. Alemanha Ocidental
7. Iugoslávia
8. Hungria
9. Alemanha Oriental
10. França
11. Japão
12. Polónia
13. Noruega
14. Suíça
15. Tunísia
16. Canadá

## Resultados

### Fase Preliminar
| Data   | Partidas             | Res.  |
| ------ | -------------------- | ----- |
| 12 Jan | Suécia - Polônia     | 26-16 |
| ?      | Iugoslávia - Suíça   | 26-11 |
| 13 Jan | Suécia - Suíça       | 19-16 |
| ?      | Iugoslávia - Polônia | 22-17 |
| 15 Jan | Iugoslávia - Suécia  | 21-17 |
| ?      | Polônia - Suíça      | 20-18 |

| Grupo A    | Partidas | Gols  | Pontos |
| ---------- | -------- | ----- | ------ |
| Iugoslávia | 3        | 69-45 | 6      |
| Suécia     | 3        | 62-53 | 4      |
| Polónia    | 3        | 53-66 | 2      |
| Suíça      | 3        | 45-65 | 0      |

| Data | Partidas                     | Res.  |
| ---- | ---------------------------- | ----- |
| ?    | Alemanha Ocidental - Noruega | 22-16 |
| ?    | Hungria - Japão              | 30-25 |
| ?    | Alemanha Ocidental - Japão   | 38-27 |
| ?    | Hungria - Noruega            | 15-11 |
| ?    | Alemanha Ocidental - Hungria | 29-23 |
| ?    | Japão - Noruega              | 21-17 |

| Grupo B            | Partidas | Gols  | Pontos |
| ------------------ | -------- | ----- | ------ |
| Alemanha Ocidental | 3        | 89-66 | 6      |
| Hungria            | 3        | 68-65 | 4      |
| Japão              | 3        | 73-85 | 2      |
| Noruega            | 3        | 44-58 | 0      |

| Data | Partidas                            | Res.  |
| ---- | ----------------------------------- | ----- |
| ?    | Romênia - Alemanha Oriental         | 14-14 |
| ?    | União Soviética - Canadá            | 28-90 |
| ?    | União Soviética - Alemanha Oriental | 22-17 |
| ?    | Romênia - Canadá                    | 27-30 |
| ?    | Romênia - União Soviética           | 15-13 |
| ?    | Alemanha Oriental - Canadá          | 37-60 |

| Grupo C           | Partidas | Gols  | Pontos |
| ----------------- | -------- | ----- | ------ |
| Roménia           | 3        | 56-30 | 5      |
| União Soviética   | 3        | 63-41 | 4      |
| Alemanha Oriental | 3        | 68-42 | 3      |
| Canadá            | 3        | 18-92 | 0      |

| Data | Partidas                    | Res.  |
| ---- | --------------------------- | ----- |
| ?    | Tchecoslováquia - França    | 25-10 |
| ?    | Dinamarca - Tunísia         | 27-60 |
| ?    | Tchecoslováquia - Tunísia   | 23-10 |
| ?    | Dinamarca - França          | 9-8   |
| ?    | Tchecoslováquia - Dinamarca | 24-14 |
| ?    | França - Tunísia            | 16-70 |

| Grupo D         | Partidas | Gols  | Pontos |
| --------------- | -------- | ----- | ------ |
| Tchecoslováquia | 3        | 70-36 | 6      |
| Dinamarca       | 3        | 65-39 | 4      |
| França          | 3        | 37-47 | 2      |
| Tunísia         | 3        | 40-90 | 0      |

### Segunda Fase
Os dois melhores de cada grupo avançaram às quartas-de-final. Os quatro vencedores desta fase avançaram às semifinais e os perdedores disputaram da 5ª à 8ª posições.
| Data                  | Partida                              | Res.    |
| --------------------- | ------------------------------------ | ------- |
| Quartas-de-final      |                                      |         |
| ?                     | Dinamarca - Iugoslávia               | 14-13   |
| ?                     | União Soviética - Alemanha Ocidental | 19-16   |
| 17 Jan                | Tchecoslováquia - Suécia             | 18-11   |
| ?                     | Romênia - Hungria                    | 20-19   |
| Semifinais            |                                      |         |
| ?                     | Tchecoslováquia - Romênia            | 19-17   |
| ?                     | Dinamarca - União Soviética          | 17-12   |
| Disputa do Bronze     |                                      |         |
| ?                     | Romênia - União Soviética            | •21-19• |
| Final                 |                                      |         |
| ?                     | Tchecoslováquia - Dinamarca          | 14-11   |
| • Após a prorrogação. |                                      |         |

#### 5º-8º lugar
| Data                  | Partida                         | Res.    |
| --------------------- | ------------------------------- | ------- |
| 5º-8º lugar           |                                 |         |
| ?                     | Alemanha Ocidental - Iugoslávia | •31-30• |
| 18 Jan                | Suécia - Hungria                | 21-19   |
| 7º-8º lugar           |                                 |         |
| ?                     | Iugoslávia - Hungria            | 24-20   |
| 5º-6º lugar           |                                 |         |
| 20 Jan                | Suécia - Alemanha Ocidental     | 24-22   |
| • Após a prorrogação. |                                 |         |

| Campeonato Mundial de Handebol Masculino de 1967 |
| Campeão                                          |
| ------------------------------------------------ |
| Tchecoslováquia 1º Título                        |